# Mesosemia materna
Mesosemia materna är en fjärilsart som beskrevs av Hans Ferdinand Emil Julius Stichel 1909. Mesosemia materna ingår i släktet Mesosemia och familjen Riodinidae. Inga underarter finns listade i Catalogue of Life.